# 喜石黄耆
喜石黄耆（学名：Astragalus petraeus）为豆科黄耆属下的一个种。

## 扩展阅读
- 維基物種上的相關：喜石黄耆